# Торбино (деревня, Окуловский район)
Торбино — деревня в Окуловском муниципальном районе Новгородской области, относится к Боровёнковскому сельскому поселению.
Деревня расположена на северном берегу озера Торбино, в 32 км к северо-западу от Окуловки (65 км по автомобильной дороге), до административного центра сельского поселения — посёлка Боровёнка 19 км (28 км по автомобильной дороге). В 8 км на юго-восток, на южном берегу озера Торбино расположена железнодорожная станция и посёлок с аналогичным названием — Торбино.
| 2010 |
| ---- |
| 0    |

## История
В Новгородской губернии посёлок был приписан к Пожарской волости Крестецкого уезда. По Спису населённых мест Новгородской губернии 1909 года в Торбино в 129 дворах числилось 673 жителя, из них 330 мужчин и 343 женщины. С 30 марта 1918 года Маловишерского уезда. До 2005 года относилась к Торбинскому сельсовету.

## Транспорт
Ближайшая железнодорожная станция расположена в посёлке Торбино. Через деревню проходит автомобильная дорога из посёлка Торбино через Висленев Остров в Любытино.